# Pegesimallus irwini
Pegesimallus irwini är en tvåvingeart som beskrevs av Jason Gilbert Hayden Londt 1980. Pegesimallus irwini ingår i släktet Pegesimallus och familjen rovflugor. Inga underarter finns listade i Catalogue of Life.